# Miles Dempsey

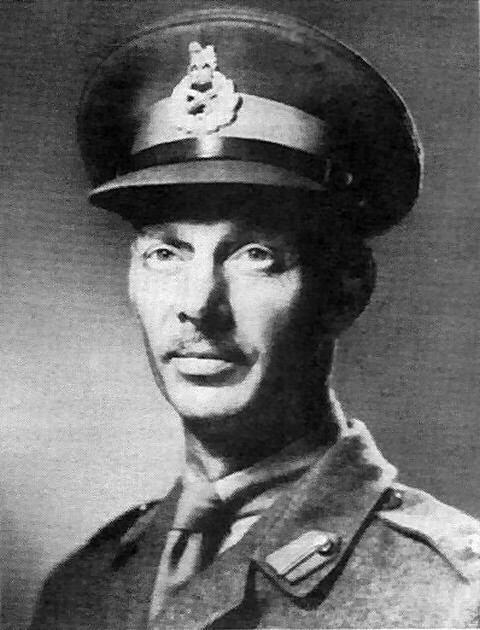
General Miles Dempsey

Sir Miles Christopher Dempsey (* 15. Dezember 1896 in Wallasey, Cheshire; † 5. Juni 1969 in Yattendon, Berkshire) war ein britischer General und unter anderem Oberbefehlshaber der britischen 2. Armee im Zweiten Weltkrieg.

## Leben
Dempsey besuchte von Oktober 1914 bis Februar 1915 die Militärakademie Sandhurst und kam anschließend als Second lieutenant zum Royal Berkshire Regiment (RBR). Im August 1915 wurde er zum Leutnant befördert. Ab ihrem 19. Geburtstag durften britische Soldaten an der Front dienen; Dempsey war ab Juni 1916 mit dem 1. Bataillon des RBR an der Westfront. Seinen ersten Kampfeinsatz hatte er Ende Juli 1916; er kommandierte ein Platoon bei der Battle of Delville Wood (Teil der Schlacht an der Somme).
Am 12. März 1918 – deutsche Truppen bereiteten ihre Frühjahrsoffensive vor – wurden Dempsey und etwa 260 britische Soldaten Opfer eines schweren Senfgasangriffes deutscher Truppen. Ihm wurde in England ein Lungenflügel entfernt. Vom 5. Oktober bis zum 4. November 1918 war er Adjutant; anschließend erhielt er das Military Cross für Tapferkeit vor dem Feind.
Zu Beginn des Zweiten Weltkriegs kommandierte Dempsey als Oberstleutnant die 13th Infantry Brigade. Nach der Schlacht um Dünkirchen (26. Mai bis 5. Juni 1940) wurde er mit dem Distinguished Service Order ausgezeichnet. Im Dezember 1942 wurde er zum Generalleutnant befördert und übernahm den Befehl über das britische XIII. Korps während des Afrikafeldzugs. Er arbeitete bei der Planung der Invasion Siziliens im Juli 1943 mit und leitete dabei den Angriff seines Korps. Im September 1943 führte Dempsey das Korps bei der Invasion auf dem italienischen Festland über die Straße von Messina. Seine Truppen stießen mehr als 300 Meilen nach Norden vor und vereinigten sich dann bei Salerno mit US-Truppen.
Im Januar 1944 wurde ihm das Kommando über die britische 2. Armee gegeben, die den Hauptteil der britischen Landungstruppen bei der Invasion in der Normandie stellte. Anschließend führte er die Armee durch Frankreich, Belgien und die Niederlande und befreite Anfang September 1944 Brüssel und Antwerpen. In Deutschland eroberte die 2. Armee unter seinem Kommando Bremen, Hamburg und Kiel.
Nach dem Kriegsende in Europa wurde Dempsey zum Oberbefehlshaber der 14. Armee in Malaya und wenig später zum Oberbefehlshaber der Landstreitkräfte in Südostasien ernannt. Diesen Posten behielt er, bis er 1946 zum Oberbefehlshaber der Landstreitkräfte im Nahen Osten ernannt wurde. Gleichzeitig wurde er zum General befördert.
Dempsey ging zum 22. August 1947 in den Ruhestand.
Er starb 1969 im Alter von 72 Jahren in Yattendon, Berkshire an Krebs.